# Marcantonio Colonna

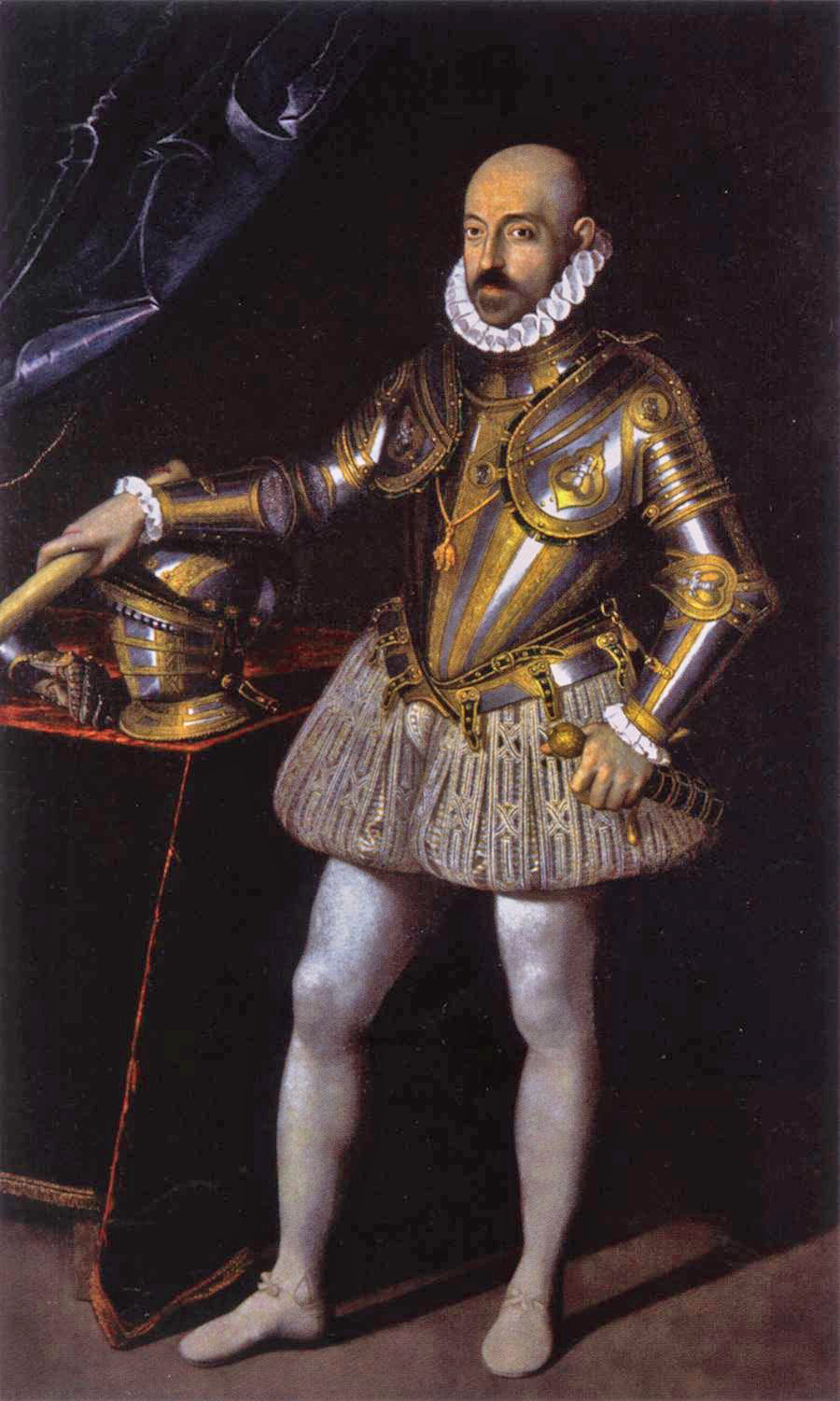
Marcantonio Colonna. Målning av Scipione Pulzone.

Marcantonio Colonna, hertig av Paliano, född 26 februari 1535 i Lanuvio, Italien, och död 1 augusti 1584 i Medinaceli, Spanien, var en italiensk fältherre och amiral.
Som chef för den av påven Pius V och Venedig utrustade flottexpeditionen mot osmanerna, tillkämpade sig Colonna, som tidigare gjort sig berömd som landkrigare, i förening med den spanska flottan under Juan de Austria den lysande segern i slaget vid Lepanto 1571. Colonna trädde senare i Filip II av Spaniens tjänst och blev spansk vicekung på Sicilien.